# Good Gracious, Annabelle
Good Gracious, Annabelle è un film muto del 1919 diretto da George Melford. La sceneggiatura si basa su Good Gracious Annabelle, lavoro teatrale di Clare Kummer, andato in scena a Broadway il 31 ottobre 1916.

## Produzione
Il film fu prodotto dalla Famous Players-Lasky Corporation.

## Distribuzione
Il copyright del film, richiesto dalla Famous Players-Lasky Corp., fu registrato il 27 febbraio 1919 con il numero LP13470. Nella documentazione, il titolo del film appare come Good Gracious Annabelle!.
Distribuito dalla Famous Players-Lasky Corporation e presentato da Adolph Zukor, il film uscì nelle sale statunitensi il 30 marzo 1919. In Francia, fu distribuito con il titolo Le Mariage d'Annabelle il 24 marzo 1922.
La commedia di Clare Kummer fu adattata nuovamente per lo schermo nel 1931 per Annabelle's Affairs (distribuito in Italia come I pasticci di Annabella), un film interpretato da Victor McLaglen e Jeanette MacDonald.
Non si conoscono copie ancora esistenti della pellicola che viene considerata presumibilmente perduta.